# Поль Валері
Поль Валері (фр. Paul Ambroise Valéry, 30 жовтня 1871, Сет, деп. Еро — 20 липня 1945, Париж) — французький поет і філософ, яскравий представник французького символізму. Поль Валері відомий своїми витонченими віршами, поемою «Юна Парка», але також «Зошитами», своєрідним філософським щоденником, який він вів упродовж 40 років.

## Біографія
Поль Валері народився в Сеті, містечку на узбережжі Середземного моря. Його батько був корсиканець, мати — родом з Генуї. Дитинство і юність Валері пройшли в Монпельє. Здобувши традиційну католицьку освіту, він студіював право в університеті, а потім переїхав до Парижа, де і прожив майже все життя. Там певний час він був близький до кола поета Стефана Малларме.
У Парижі Валері спершу мав чиновницьку посаду у міністерстві оборони. Незабаром він знайшов собі іншу роботу, став особистим секретарем Едуара Лебе, колишнього директора аґенції «Гавас». Тут він пропрацював близько двадцяти років, до самої смерті Лебе в 1922 році. Публікуватися Валері почав ще в університеті, але професійно зайнявся літературою тільки в 1920-х роках. Валері пише численні есе, передмови до творів різних авторів, стає пристрасним оратором. У 1925 році його обирають до Французької академії. На той час він вже відома особистість у Франції. Валері подорожує Європою, дає лекції на культурологічні й соціальні теми. В Лізі Націй він представляв культурні інтереси Франції, і брав участь у декількох засіданнях.
У 1931 році Валері засновує Міжнародний коледж в Каннах, недержавну установу, що має вивчати французьку мову й культуру. Коледж діє до сьогодні.
У 1932 році, на німецькому святкуванні 100-річчя з дня смерті Гете, він робить основну доповідь. Поетові був близький Гете — Валері поділяв його любов до науки (особливо, до біології та оптики).
Валері був членом Лісабонської Академії наук, належав до Національного фронту письменників (Front national des Ecrivains). Під час Другої світової війни, Валері втратив декілька своїх посад через його відмову співпрацювати з режимом Віші. Проте Валері всі ці важкі роки продовжував працювати і публікуватися, залишаючись помітною фігурою у французькій культурного життя.
У 1900 році він одружився з Жанною Гобійяр, племінницею Берти Морізо та подругою родини Малларме. У Валері і Гобійяр було троє дітей: Клод, Агата і Франсуа.
Помер Валері в Парижі у 1945 році. Він похований на кладовищі у його рідному Сеті, — на тому ж цвинтарі, про який йдеться у знаменитому вірші le Cimetière marin («Надморський цвинтар»).

## Поетичний доробок

Французьке видання Валері в бібліотеці Плеяди

Поетичний доробок Поля Валері невеликий. Перші поетичні тексти близькі до символізму. Пізніше, після глибокої творчої кризи, він уявляє собі справжню поетичну творчість лише як «чисту поезію» (фр. poésie pure), яка передбачає відмову від зображення почуттів або зовнішніх реалій, є самореференційною, вирізняється точністю думки й формальною досконалістю. Водночас така поезія має доволі герметичний характер. Символом такої ідеальної, самореференційної поезії Валері обирає Нарциса (вірш «Нарцис мовить»).
Загальне визнання до Валері-поета приходить з публікацією поеми «Юна Парка» (1917). Над цією поемою він працював чотири роки. Поема, що складається з 512 бездоганних александрійських віршів, написана від першої особи як монолог молодої жінки. Сам Валері так писав про цю поему:

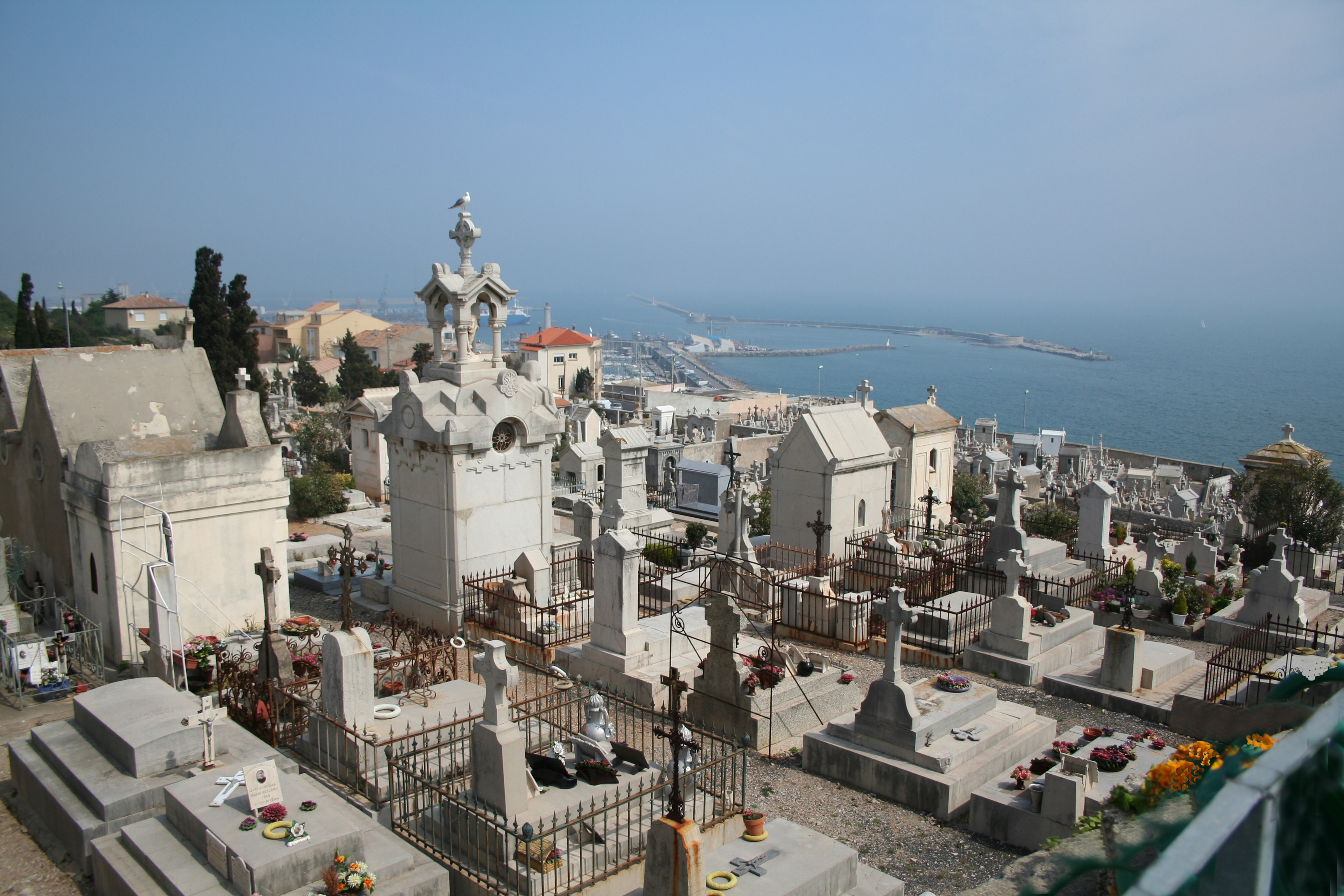
Надморський цвинтар (Сет)

|  | «Ця поема — дитя суперечності. Це сновидіння, персонаж якого, водночас із самим його предметом, являє собою свідомість, що себе усвідомлює. Уявіть, що ви прокидаєтеся посеред ночі, і що все життя оживає і промовляє, звертаючись до себе самого… Чуттєвість, спогади, краєвиди, емоції, відчуття власного тіла, глибина пам'яті, світло або небеса, бачені колись, і таке інше. Це нитка, що не має ні початку, ні кінця, тільки вузли, і з них я зробив монолог, на який попередньо наклав формальні обмеження…» |

У 1920 р. виходить «Альбом давніх віршів», що складався переважно з трохи підновлених віршів початку 1890-х років. «Чари», третя й остання поетична збірка Валері, вийшла друком в 1922 році. Вірші цієї збірки, написані за кілька тижнів після «Юної Парки», є своєрідним продовженням знаменитої поеми. Тут також йдеться про опис різноманітних станів свідомості. Характерне для збірки й строфічне розмаїття: сонети, александрійські вірші, секстини, децими. Одним з найвідоміших віршів збірки став «Надморський цвинтар» — зразок «чистого» і абстрактного ліризму. Це чи не єдиний вірш Валері, написаний на основі реальних вражень.
Після виходу «Чарів» Валері стали сприймати як класика. У 1923 році він став кавалером ордена Почесного легіону, в 1924 р. — президентом ПЕН-клубу. У 1925 — членом Французької академії.

## Філософський доробок
Філософський доробок Валері був високо оцінений лише після посмертної публікації його «Зошитів», які Валері вів упродовж 40 років. Сьогодні Валері вважається чільним представником епістеміологічного конструктивізму. Одначе ставлення Валері до філософії було доволі своєрідним:
|  | Філософів я читаю неохоче, вони надто багатослівні, їхня мова викликає в мене антипатію. |

Справді, Валері охоче переймає методи, наприклад, у Декарта, але до філософського дискурсу ставиться критично. Для Валері філософ — це, скорше, вмілий софіст, що вміє жонглювати концепціями, ніж трудівник на ниві знання. У цьому Валері близький до Вітґенштайна та до членів Віденського гуртка, що так само виступали проти метафізичної мови філософії. З іншого боку, Валері притаманне бажання пізнати світ у його загальності, аж до самих механізмів мислення. Цей потяг до філософського пізнання визначав його творчі уподобання. Окрім «Зошитів» варто згадати його «Вечір з Паном Тестом», в якому Валері створив яскравий образ інтелектуального спостерігача світу.

## Твори
- Вступ до методу Леонардо Да Вінчі (Introduction à la méthode de Léonard de Vinci, 1895)
- Вечір з паном Тестом (La Soirée avec monsieur Teste, 1896)
- Есе методичного завоювання (Essai d'une conquête méthodique, 1897)
- Юна Парка (La Jeune Parque, 1918)
- Криза духу (La Crise de l'esprit, 1919)
- Надморський цвинтар (Le Cimetière marin, 1920)
- Альбом давніх віршів (Album de vers anciens, 1920)
- Чари (Charmes, 1922)
- Євпалінос або архітектор (Eupalinos ou l'Architecte, 1923)
- Душа й танець (L'Âme et la danse, 1923)
- Діалог дерева (Dialogue de l'arbre, 1923)
- Variété I (1924)
- Промова про інтелект (Propos sur l'intelligence, 1925)
- Пан Тест (Monsieur Teste, 1926)
- Variété II (1930)
- Погляди на сучасний світ (Regards sur le monde actuel, 1931)
- Амфіон (Amphion, 1931)
- Статті про мистецтво (Pièces sur l'art, 1931)
- Нав'язлива ідея або двоє на морі (L'idée fixe ou Deux Hommes à la mer, 1932)
- Промова на честь Гете (Discours en l'honneur de Goethe, 1932)
- Семірамида (Sémiramis, 1934)
- Загальне поняття мистецтва (Notion générale de l'art, 1935) en ligne
- Variété III (1936)
- Деґа, танець, малюнок (Degas, danse, dessin, 1938)
- Промова до хірургів (Discours aux chirurgiens, 1938)
- Variété IV (1938)
- Погані та інші думки (Mauvaises pensées et autres, 1942)
- Tel quel (1941, puis 1943) (Cahier B 1910; Moralités; Littérature et Choses tues)
- Variété V (1944)
- Мій Фауст (Mon Faust, 1946)
- Янгол (L'Ange, 1947)
- Обірвані історії (Histoires brisées, 1950)
- Погляди (Vues, 1948, посмертно)
- Твори (Œuvres I, 1957, посмертно)
- Принципи чистої й прикладної анархії (Les Principes d'anarchie pure et appliquée, 1984, posthume)
- Усі «Зошити» (Cahiers) зберігаються у факсимільному відтворенні в бібліотеці Центру Жоржа Помпіду в Парижі. Перевидання здійснене видавництвом Ґаллімар (Gallimard) у 2009 році
- Орфей (Orphée)

## Українські переклади
На сьогодні найповніше видання поезій Валері українською мовою опубліковано у видавництві Юніверс в перекладі Михайла Москаленка.
Див.: Поль Валері, Поезії, пер. Михайла Москаленка, вид. Юніверс, 2005.
Твори Поля Валері також перекладали українською Святослав Гординський, Наталя Лівицька-Холодна, Володимир Державин, Юрій Клен, Євген Маланюк, Микола Терещенко, Віктор Коптілов (поема «Морський цвинтар» та ін.), Микола Лукаш (ряд віршів, поема «Морський цвинтар»), Григорій Кочур (вірш «Пряля»), Олег Зуєвський, Роман Осадчук («абстрактні вірші» із «Зошитів»), Пахльовська Оксана, Остап Тарнавський («Кроки»).
Анатоль Перепадя опублікував у журналі «Всесвіт» №4 (1972) свій переклад есею Поля Валері «Вступ до методу Леонардо да Вінчі».